# حساسية الحيوانات الأليفة
حساسية الحيوانات الأليفة (بالإنجليزية: pets allergy)‏ هو رد فعل تحسسي للجسم ضد ما تنتجه الحيوانات الأليفة.

## لمحة
تحدث الحساسية عندما يتفاعل جهاز المناعة لديك مع مادة غريبة؛ مثل حبوب اللقاح أو العفن أو وبر الحيوانات الأليفة. حيث يُنتج جهاز المناعة بروتينات تُعرف باسم الأجسام المضادة، وهذه الأجسام المضادة هي التي تحمي الجسم من المواد غير المرغوب فيها، وعندما يتم استنشاق المادة المثيرة للحساسية أو التلامس معها، يستجيب جهاز المناعة وينتج عنه استجابة التهابية تتمثل بعدة أعراض.

## الأعراض
تتضمن علامات وأعراض التحسس من الحيوانات الأليفة التالي:
- حكَّة.
- احمرار بالعينين.
- احتقان في الأنف.
- رشح الأنف.
- انتفاخ بالوجه.

### المصابون بالربو تترافق لديهم الأعراض التالية
صعوبة في التنفُّس ، ضيق الصدر ، بحة في الصوت مع صفير أو أزيز يُسْمَع عند الزفير كذلك قد يعانون من صعوبة في النوم بسبب ضيق النفس أو السعال أو الأزيز.

### أعراض البشَرة
قد يعاني بعض المصابين بالحساسية ضد الحيوانات الأليفة أيضًا من أعراض جلدية، وهو ما يعرف باسم التهاب الجلد التحسُّسي. هذا النوع من التهاب الجلد يكون عبارة عن رد فعل للجهاز المناعي ينجم عنه التهاب الجلد. قد يسبب التلامس المباشر مع الحيوان الأليف حساسية يمكن أن تتسبب في حدوث التهاب الجلد التحسُّسي، وهذا ما ينتج عنه علامات وأعراض مثل: بقع حمراء مرتفعة في الجلد،طفح، الأكزيما، حكَّة في الجلد.

## أنواع

### القطط والكلاب
توجد مُثيرات حساسية القطط والكلاب في خلايا الجلد التي تطرحها (الوبر)، بالإضافة إلى اللعاب، والبول، والعرق، والفرو الخاص بهذه الحيوانات. و يمثل الوبر مشكلة خاصة نظرًا لصغره البالغ، ويمكن أن يظل عالقًا في الهواء لفترات طويلة من الوقت. أيضًا يمكن أن يعلق الوبر بسهولة في الأثاث المُنجد كما يمكن أن يلتصق بالملابس. كذلك يمكن للعاب الحيوانات الأليفة أن يشكل مصدر للحساسية.

### القوارض والأرانب
تتضمَّن الحيوانات الأليفة القارضة كل من الفئران، واليربوع، والهامستر، وخنازير غينيا. توجد المواد المسبِّبة للحساسية في حالة القوارض عادةً في الشعر والوبر واللعاب والبول. قد يُساهم الغبار الناتج عن الوسخ أو نشارة الخشب الموجودة في الجزء السفلي من الأقفاص في نشر الموادِّ المسبِّبة للحساسية الناتجة من القوارض .

## عوامل الخطر
تعد حساسية الحيوانات الأليفة شائعة. ومع ذلك، تكون أكثر الأشخاص المصابون بالربو أكثر عرضة من غيرهم للإصابة بحساسية الحيوانات الأليفة. التعرًّض لفترات طويلة للحساسية يمكن أن يسبِّب التهاب مجرى الهواء المزمن.

## المضاعفات

### التهابات الجيوب الأنفية
يمكن لالتهابات للأنسجة الموجودة في ممرات الأنف الناتجة عن الحساسية تجاه الحيوانات الأليفة أن تسد الفجوات المجوفة المتصلة بالجيوب الأنفية. قد تجعلك هذه الانسدادات أكثر عُرضةً للإصابة بعدوى بكتيرية في الجيوب الأنفية، مثل التهاب الجيوب الأنفية.

### الربو
غالبًا ما يواجه الأشخاص المصابون بالربو وحساسية الحيوانات الأليفة صعوبة في السيطرة على أعراض الربو. وقد يكونون عرضة لنوبات الربو التي تتطلب علاجًا طبيًّا فوريًّا أو رعاية طبية طارئة.

## العلاج
غالبًا ما تُعالج الأعراض الأنفية بالأدوية الستيرويدية أو مضادات الهيستامين الفموية. يمكن علاج أعراض العين بقطرات العين. يمكن علاج أعراض الربو باستنشاق الكورتيكوستيرويدات و موسعات الشعب الهوائية إما لمنع أو تخفيف أعراض الجهاز التنفسي.